# Olympische Sommerspiele 2004/Kanu – Zweier-Canadier 500 m (Männer)
Die Wettkämpfe im Zweier-Canadier über 500 Meter bei den Olympischen Sommerspielen 2004 wurden am 24. bis zum 28. August 2004 im Schinias Olympic Rowing and Canoeing Centre ausgetragen.

## Ergebnisse

### Vorläufe
Bei den zwei Vorläufen am 24. August erreichten die jeweils drei schnellsten Boote das Finale. Die restlichen Boote erreichten das Halbfinale.

#### Vorlauf 1
| Rang | Athleten                             | Nation             | Zeit         |
| ---- | ------------------------------------ | ------------------ | ------------ |
| 1    | Christian Gille Tomasz Wylenzek      | Deutschland        | 1:40,128 min |
| 2    | Attila Buday Tamas Buday Jr.         | Kanada             | 1:40,488 min |
| 3    | Paweł Baraszkiewicz Daniel Jędraszko | Polen              | 1:40,524 min |
| 4    | György Kozmann György Kolonics       | Ungarn             | 1:41,324 min |
| 5    | Maksym Prokopenko Ruslan Dschalilow  | Ukraine            | 1:44:532 min |
| 6    | Peter Páleš Daniel Biksadský         | Slowakei           | 1:45,860 min |
| 7    | Jordan Malloch Nathan Johnson        | Vereinigte Staaten | 1:48,172 min |

#### Vorlauf 2
| Rang | Athleten                                           | Nation              | Zeit         |
| ---- | -------------------------------------------------- | ------------------- | ------------ |
| 1    | Meng Guanliang Yang Wenjun                         | Volksrepublik China | 1:38:916 min |
| 2    | Ibrahim Rojas Ledis Balceiro                       | Kuba                | 1:39,860 min |
| 3    | Alexander Kostoglod Alexander Kowaljow             | Russland            | 1:40,128 min |
| 4    | Silviu Simioncencu Florin Popescu                  | Rumänien            | 1:41,368 min |
| 5    | Aljaksandr Kurljandtschyk Aljaksandr Bahdanowitsch | Belarus             | 1:41,576 min |
| 6    | José Alfredo Bea David Mascató                     | Spanien             | 1:43,708 min |
| 7    | Yannick Lavigne José Lenoir                        | Frankreich          | 1:49,940 min |

### Halbfinale
Die drei schnellsten Athleten der Halbfinals, das am 26. August ausgetragen wurden, erreichten den Endlauf.
| Rang | Athleten                                           | Nation             | Zeit         |
| ---- | -------------------------------------------------- | ------------------ | ------------ |
| 1    | Silviu Simioncencu Florin Popescu                  | Rumänien           | 1:41,424 min |
| 2    | György Kozmann György Kolonics                     | Ungarn             | 1:42,472 min |
| 3    | Aljaksandr Kurljandtschyk Aljaksandr Bahdanowitsch | Belarus            | 1:42,484 min |
| 4    | Maksym Prokopenko Ruslan Dschalilow                | Ukraine            | 1:42,860 min |
| 5    | José Alfredo Bea David Mascató                     | Spanien            | 1:43,160 min |
| 6    | Peter Páleš Daniel Biksadský                       | Slowakei           | 1:44,732 min |
| 7    | Yannick Lavigne José Lenoir                        | Frankreich         | 1:45,548 min |
| 8    | Jordan Malloch Nathan Johnson                      | Vereinigte Staaten | 1:46,424 min |

### Finale
Die amtierenden Olympiasieger aus Russland mussten sich am 28. August in einem extrem engen Rennen den Booten aus China und Kuba geschlagen geben.
Alle Boote des Finals kamen mit weniger als 2 Sekunden Abstand ins Ziel, wobei die chinesischen Olympiasieger nur 72 Tausendstel vor den Kubanern Gold holten.
Das deutsche Duo Gille/Wylenzek verpasst einen Tag nach ihrem Gold-Lauf über 1000 Meter knapp eine weitere Medaille.
| Rang | Athleten                                           | Nation              | Zeit         |
| ---- | -------------------------------------------------- | ------------------- | ------------ |
| 1    | Meng Guanliang Yang Wenjun                         | Volksrepublik China | 1:40,278 min |
| 2    | Ibrahim Rojas Ledis Balceiro                       | Kuba                | 1:40,350 min |
| 3    | Alexander Kostoglod Alexander Kowaljow             | Russland            | 1:40,442 min |
| 4    | Silviu Simioncencu Florin Popescu                  | Rumänien            | 1:40,618 min |
| 5    | Christian Gille Tomasz Wylenzek                    | Deutschland         | 1:40,802 min |
| 6    | Aljaksandr Kurljandtschyk Aljaksandr Bahdanowitsch | Belarus             | 1:40,858 min |
| 7    | György Kozmann György Kolonics                     | Ungarn              | 1:41,138 min |
| 8    | Attila Buday Tamas Buday Jr.                       | Kanada              | 1:41,210 min |
| 9    | Paweł Baraszkiewicz Daniel Jędraszko               | Polen               | 1:42,046 min |